# زمین‌لرزه ۱۹۷۳ فیلیپین
زمین‌لرزه فیلیپین  در تاریخ ۱۷ مارس ۱۹۷۳ میلادی، برابر با ‎۲۶ اسفند ۱۳۵۱، ساعت ۸:۳۰:۵۱ به زمان یوتی‌سی در فیلیپین رخ داد. ژرفای این زلزله ۴۵ کیلومتر بود، و بزرگی آن ۷٫۵ در مقیاس ریشتر اعلام شده‌است. زمین‌لرزه به وقت محلی در روز شنبه، ساعت ۱۶ روی داده و منطقه زمانی آن یوتی‌سی +۸ بوده‌است .
سازمان زمین‌شناسی آمریکا نیز رومرکز این زمین‌لرزه را در مختصات ۱۳°۲۲′۱۹″شمالی ۱۲۲°۴۷′۱۳″شرقی / ۱۳٫۳۷۲°شمالی ۱۲۲٫۷۸۷°شرقی و ژرفای آنرا در ۳۳ کیلومتر گزارش کرده است. بزرگی برگزیدهٔ این سازمان از میان بزرگیهای محاسبه‌شدهٔ مختلف ۷٫۵ در مقیاس ریشتر بوده و از دید اثر، در میان چهار دسته‌بندی «نامحسوس»، «محسوس»، «زیان‌آور» یا «با تلفات»، زلزله را «با تلفات» اعلام کرده‌است.
شمار کشتگان زلزله حدود ۱۵ نفر بوده‌است.تعداد زخمیان ۶۴ نفر برآورده شده‌است.